# Šípkov
Šípkov je obec na Slovensku v okrese Bánovce nad Bebravou.
Leží na horním toku řeky Bebravy v jihozápadní časti Strážovských vrchů v nadmořské výšce 270 metrů. Žije zde 144 obyvatel.

## Historie
První písemná zmínka o obci je z roku 1295, kdy se obec nazývala Sonko. Z roku 1389 je písemně doložen název Zybokov. V roce 1905 celá obec vyhořela.
Po vypuknutí SNP přišli do obce vojáci protipartyzánské jednotky Edelwaiss převlečení za partyzány. Po kontaktu s obyvateli odvlekli a popravili 6 občanů. Po několika dnech přišli opět, zatkli a po výslechu popravili další občany. Celkem zahynulo 22 lidí.